# Berles-au-Bois
Berles-au-Bois est une commune française située dans le département du Pas-de-Calais en région Hauts-de-France. Ses habitants sont appelés les Berlois. La commune est membre de la communauté de communes des Campagnes de l'Artois.

## Géographie

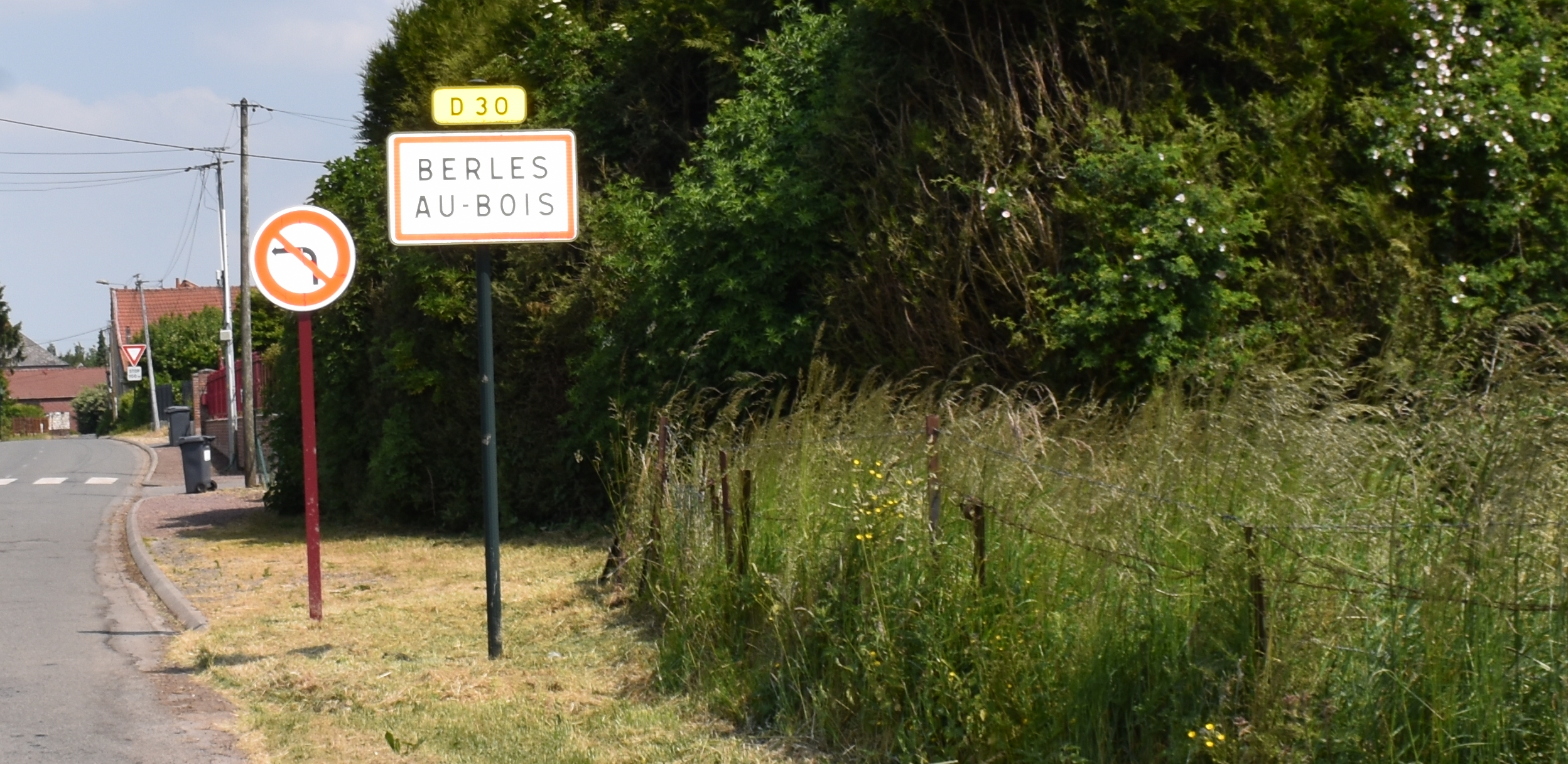
Une entrée du village.

### Localisation
Localisée dans le sud-est du département du Pas-de-Calais, Berles-au-Bois est une commune à 15 km au sud-ouest d'Arras (chef-lieu d'arrondissement) et 22 km à l'est de Doullens. Elle est accessible par la RN 25.
Le territoire de la commune est limitrophe de ceux de sept communes.
Les communes limitrophes sont Bailleulval, Monchy-au-Bois, Pommier, Ransart, Rivière, Bailleulmont et Bienvillers-au-Bois.

### Géologie et relief
La superficie de la commune est de 8,9 km2 ; son altitude varie de 105  à   159 mètres.

### Hydrographie

#### Réseau hydrographique
Le territoire de la commune est situé dans le bassin Artois-Picardie. Elle est drainée par le Notre-Dame de Fatima, d'une longueur de 1,6 km,,.

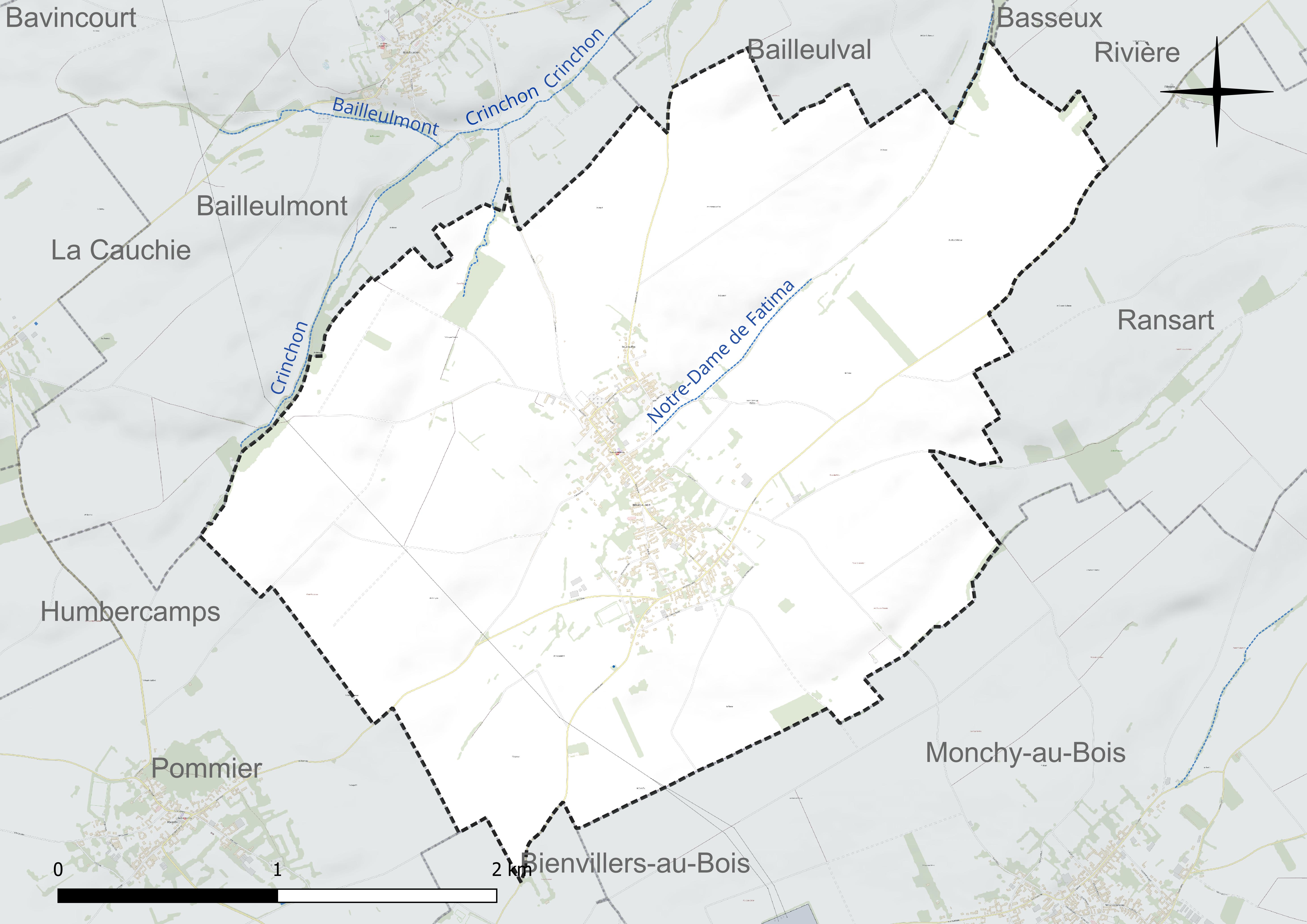
Réseau hydrographique de Berles-au-Bois.

#### Gestion et qualité des eaux
Le territoire communal est couvert par le schéma d'aménagement et de gestion des eaux (SAGE) « Scarpe amont ». Ce document de planification concerne un territoire de 553 km2 de superficie, délimité par le bassin versant de la Scarpe amont et se composant de trois vallées : celle de la Scarpe, du Gy et du Crinchon. Le périmètre a été arrêté le 15 juillet 2010 et le SAGE proprement dit a été approuvé le 19 décembre 2023. La structure porteuse de l'élaboration et de la mise en œuvre est la communauté urbaine d'Arras.
La qualité des cours d'eau peut être consultée sur un site dédié géré par les agences de l'eau et l'Agence française pour la biodiversité.

### Climat
Pour des articles plus généraux, voir Climat des Hauts-de-France et Climat du Pas-de-Calais.
En 2010, le climat de la commune est de type climat océanique dégradé des plaines du Centre et du Nord, selon une étude du CNRS s'appuyant sur une série de données couvrant la période 1971-2000. En 2020, Météo-France publie une typologie des climats de la France métropolitaine dans laquelle la commune est exposée à un climat océanique et est dans la région climatique Nord-est du bassin Parisien, caractérisée par un ensoleillement médiocre, une pluviométrie moyenne régulièrement répartie au cours de l'année et un hiver froid (3 °C).
Pour la période 1971-2000, la température annuelle moyenne est de 9,7 °C, avec une amplitude thermique annuelle de 14,4 °C. Le cumul annuel moyen de précipitations est de 859 mm, avec 12,7 jours de précipitations en janvier et 9,3 jours en juillet. Pour la période 1991-2020, la température moyenne annuelle observée sur la station météorologique la plus proche, située sur la commune de Saulty à 7 km à vol d'oiseau, est de 10,4 °C et le cumul annuel moyen de précipitations est de 899,7 mm,. Pour l'avenir, les paramètres climatiques de la commune estimés pour 2050 selon différents scénarios d'émission de gaz à effet de serre sont consultables sur un site dédié publié par Météo-France en novembre 2022.

### Paysages
Pour un article plus général, voir Paysage en France.
La commune s'inscrit dans les « paysages des grandes plaines arrageoises et cambrésiennes » tels qu'ils sont définis dans l'atlas de paysages de la région Nord-Pas-de-Calais, conçu par la direction régionale de l'Environnement, de l'Aménagement et du Logement (DREAL),.
Ces « paysages des grandes plaines arrageoises et cambrésiennes », qui concernent 238 communes, sont constitués de 80,36 % de cultures, de 8,01 % d'espaces artificialisés avec les communes principales de Cambrai, Caudry, Bapaume et Avesnes-le-Comte, de 7,25 % de prairies naturelles, permanentes, de 3,19 % de forêts et de milieux semi-naturels, 0,77 % de friches industrielles, de 0,38 % de cours d'eau et plan d'eau et de 0,04 % d’espaces industriels. Ces paysages sont dominés par les « grandes cultures » de céréales et de betteraves industrielles qui représentent 70 % de la surface agricole utilisée (SAU).

## Urbanisme

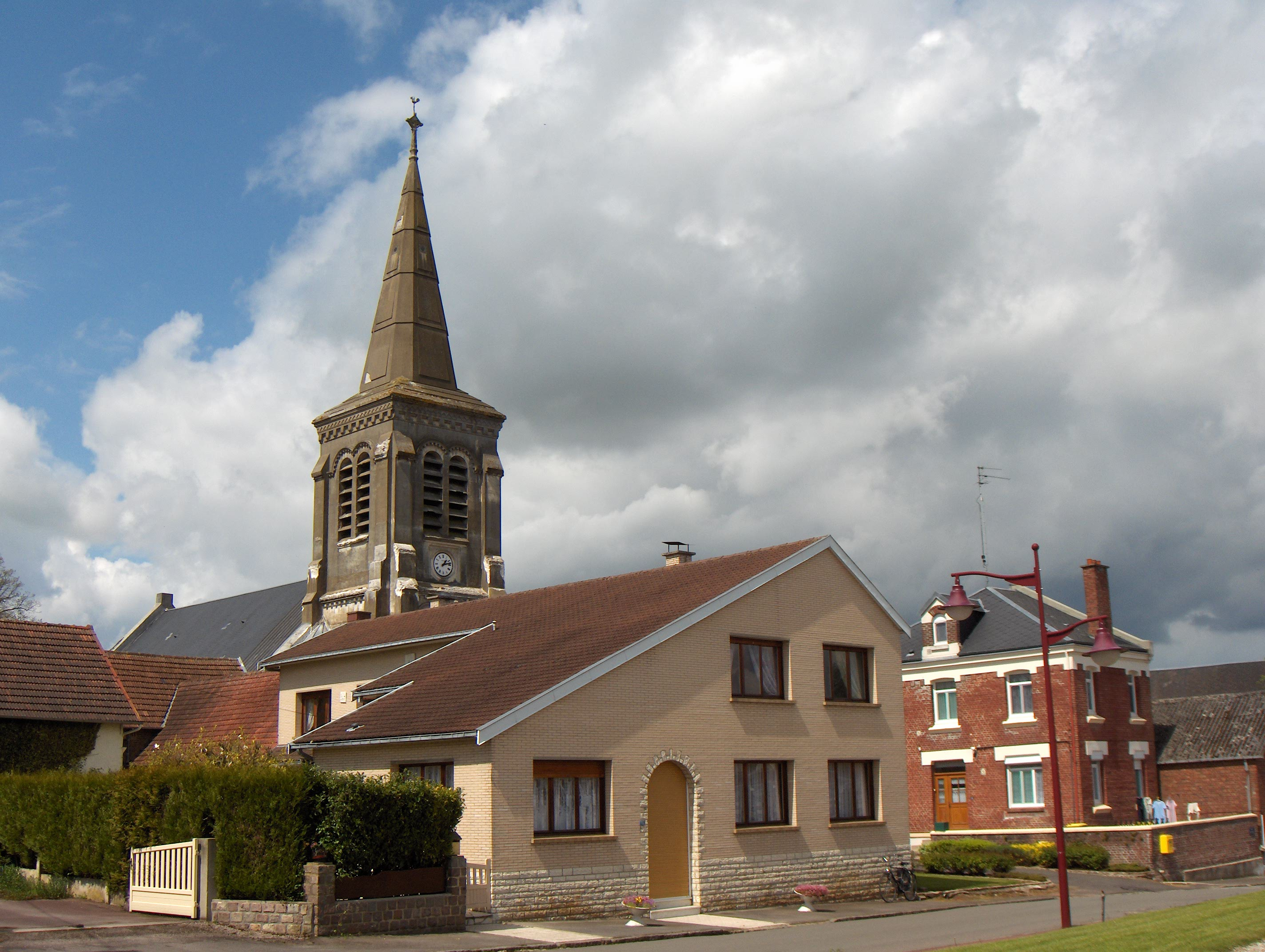
Paysage urbain.

### Typologie
Au 1er janvier 2024, Berles-au-Bois est catégorisée commune rurale à habitat dispersé, selon la nouvelle grille communale de densité à sept niveaux définie par l'Insee en 2022.
Elle est située hors unité urbaine. Par ailleurs la commune fait partie de l'aire d'attraction d'Arras, dont elle est une commune de la couronne,. Cette aire, qui regroupe 163 communes, est catégorisée dans les aires de 50 000 à moins de 200 000 habitants,.

### Occupation des sols
L'occupation des sols de la commune, telle qu'elle ressort de la base de données européenne d'occupation biophysique des sols Corine Land Cover (CLC), est marquée par l'importance des territoires agricoles (94,3 % en 2018), une proportion identique à celle de 1990 (94,3 %). La répartition détaillée en 2018 est la suivante : 
terres arables (81 %), prairies (13,3 %), zones urbanisées (5,7 %). L'évolution de l'occupation des sols de la commune et de ses infrastructures peut être observée sur les différentes représentations cartographiques du territoire : la carte de Cassini (XVIIIe siècle), la carte d'état-major (1820-1866) et les cartes ou photos aériennes de l'IGN pour la période actuelle (1950 à aujourd'hui).

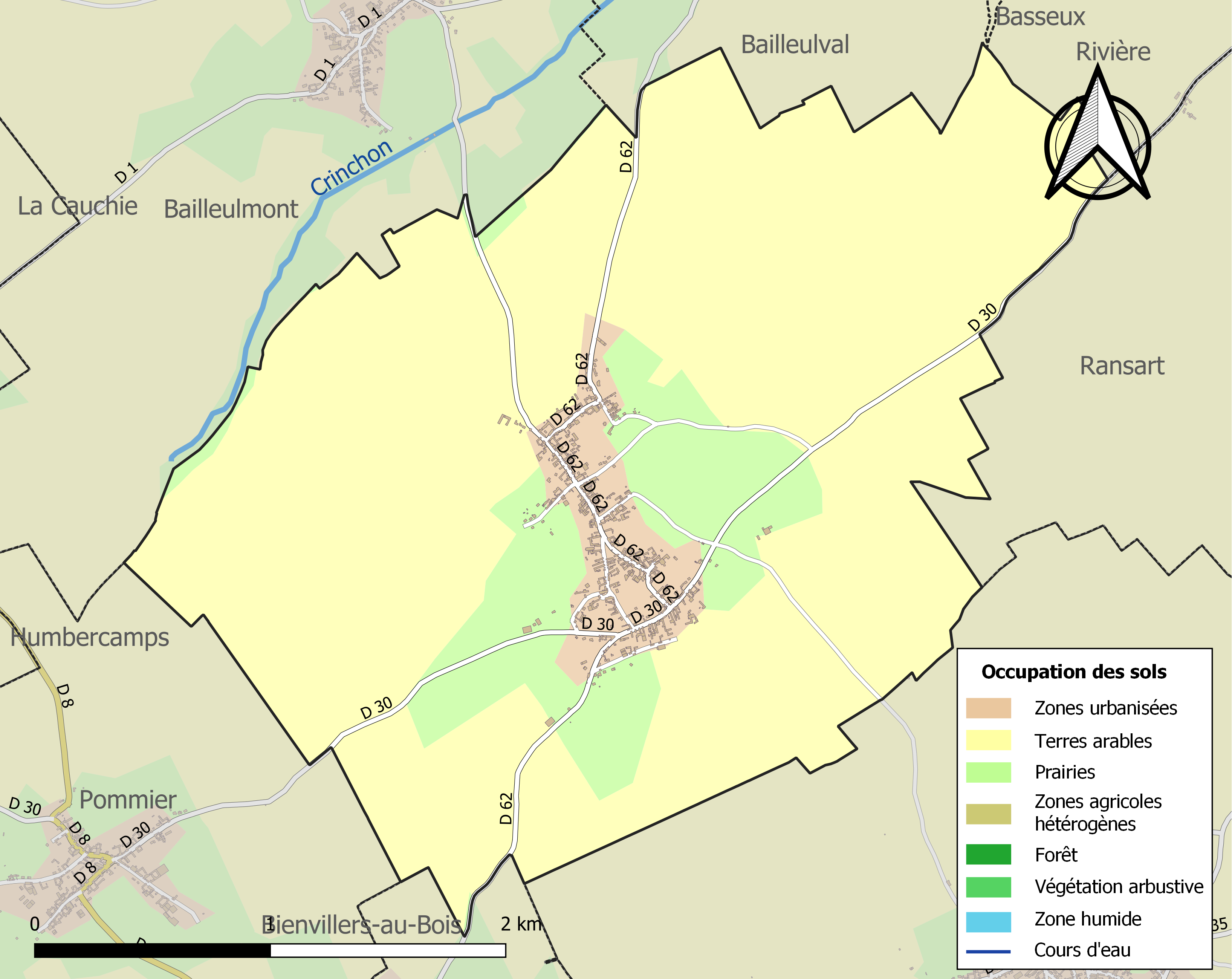
Carte des infrastructures et de l'occupation des sols de la commune en 2018 (CLC).

### Voies de communication et transports

#### Voies de communication
La commune est desservie par les routes départementales D 30 et D 62.

#### Transport ferroviaire
La commune se trouve à 17 km  de la gare d'Arras, située sur la ligne de Paris-Nord à Lille, desservie par des TGV inOui et des trains régionaux du réseau TER Hauts-de-France.

## Toponymie
Le nom de la localité est attesté sous les formes Berla en 1074 (cartulaire. du chapitre d'Arras., no 2), Berla verxus Monchiacum in nemore en  1222 (cart. des chapellenies d'Arras f 89 v°), Bella en 1235 (ch. d'Art. A. 539. no 8), Berlle en 1310 (ibid., A. 262), Belle en 1334 (chap. d'Arr.), Berle en 1342  (cart. de Saint-Jean-en-l'Estrée). Berles-au-Bois-Sire-Eustache en 1739 (Maillart, p. 13) et Berles-au-Boisau XVIIIe siècle (carte de Cassini), Berles au Bois (1793) et Berles-au-Bois depuis 1801.
Nom issu du mot berula, « cresson de fontaine ».

## Histoire

### Circonscription d'Ancien Régime
Sous l'Ancien Régime, Berles-au-Bois, en 1789, faisait partie de la gouvernance d'Arras et suivait la coutume d'Artois.
Son église, diocèse d'Arras, doyenné de Pas, secours de Monchy-au-Bois, était consacrée à la Trinité.

### Première Guerre mondiale

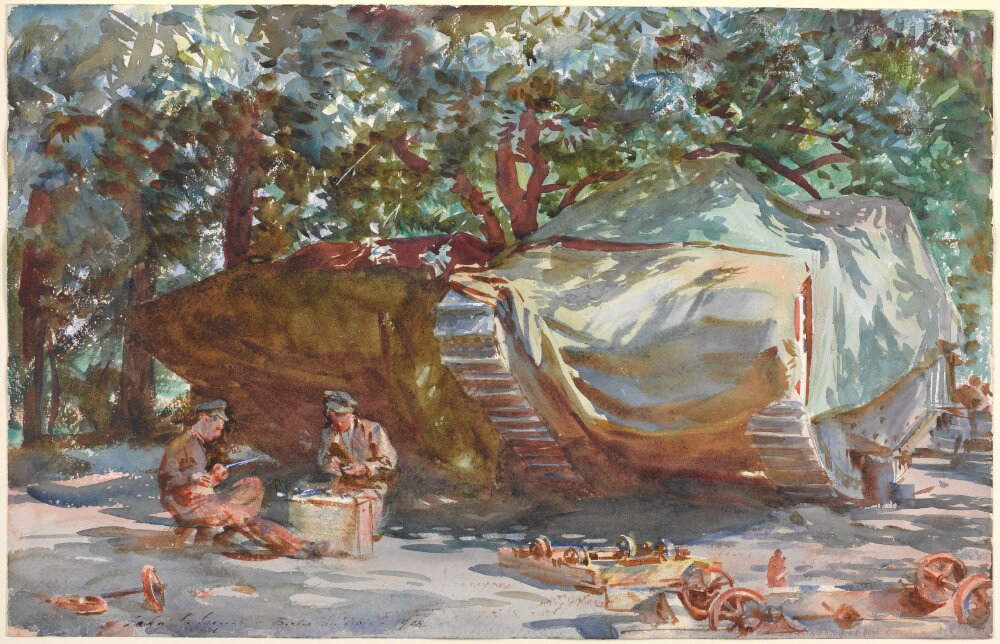
John Singer Sargent, Camouflaged Tanks, Berles-au-Bois, aquarelle, Imperial War Museum, Londres, 1918.

À la fin de la Première Guerre mondiale, le village présente des destructions et est décoré de la croix de guerre 1914-1918, le 23 septembre 1920, distinction également attribuée à 276 autres communes du Pas-de-Calais,.

## Politique et administration

### Découpage territorial
La commune se trouve dans l'arrondissement d'Arras du département du Pas-de-Calais.

#### Commune et intercommunalités
La commune faisait partie de la communauté de communes des vertes vallées (Pas-de-Calais), créée fin 2001, et qui regroupait moins de 8 000 habitants. Celle-ci fusionne avec la communauté de communes du val du Gy pour former, le 1er janvier 2013, la communauté de communes La Porte des Vallées, soit 31 communes regroupant moins de 13 000 habitants.
Dans le cadre des dispositions de la loi portant nouvelle organisation territoriale de la République (Loi NOTRe), promulguée le 7 août 2015, qui prévoit que les établissements publics de coopération intercommunale (EPCI) à fiscalité propre doivent avoir un minimum de 15 000 habitants, elle s'est dissoute le 31 décembre 2016, et Berles-au-Bois a été intégrée le 1er janvier 2017 dans la communauté de communes des Campagnes de l'Artois. La communauté de communes des Campagnes de l'Artois regroupe 96 communes et totalise 33 141 habitants en 2021.

#### Circonscriptions administratives
La commune faisait partie depuis 1793  du canton de Beaumetz-lès-Loges. Dans le cadre du redécoupage cantonal de 2014 en France, la commune est désormais rattachée au canton d'Avesnes-le-Comte.

#### Circonscriptions électorales
Pour l'élection des députés, la commune fait partie depuis 1986 de la première circonscription du Pas-de-Calais.

### Élections municipales et communautaires

#### Liste des maires
| Période                                  | Période                      | Identité      | Étiquette                | Qualité |
| ---------------------------------------- | ---------------------------- | ------------- | ------------------------ | --- |
| Les données manquantes sont à compléter. |                              |               |                          | |
| 1945                                     | 1967                         | Georges Camus | Rad. puis UDSR-app. SFIO | Agriculteur Conseiller général de Beaumetz-lès-Loges (1945 → 1967) |
| mars 2001                                | En cours (au 1 février 2022) | Michel Petit  | UMP-LR                   | Pharmacien Conseiller général de Beaumetz-lès-Loges (1998 → 2015) Conseiller départemental d'Avesnes-le-Comte (2015 → 2021) Président de la CC des vertes vallées (2001 → 2012) Réélu pour le mandat 2014-2020, Réélu pour le mandat 2020-2026, |

## Équipements et services publics

### Justice, sécurité, secours et défense
La commune dépend du tribunal judiciaire d'Arras, du conseil de prud'hommes d'Arras, de la cour d'appel de Douai, du tribunal de commerce d'Arras, du tribunal administratif de Lille, de la cour administrative d'appel de Douai et du tribunal pour enfants d'Arras.

## Population et société

### Démographie
Les habitants de la commune sont appelés les Berlois.

#### Évolution démographique
L'évolution du nombre d'habitants est connue à travers les recensements de la population effectués dans la commune depuis 1793. Pour les communes de moins de 10 000 habitants, une enquête de recensement portant sur toute la population est réalisée tous les cinq ans, les populations de référence des années intermédiaires étant quant à elles estimées par interpolation ou extrapolation. Pour la commune, le premier recensement exhaustif entrant dans le cadre du nouveau dispositif a été réalisé en 2008.

En 2022, la commune comptait 538 habitants, en évolution de +4,47 % par rapport à 2016 (Pas-de-Calais : −0,72 %, France hors Mayotte : +2,11 %).
| 1793 | 1800 | 1806 | 1821 | 1831 | 1836 | 1841 | 1846 | 1851 |
| ---- | ---- | ---- | ---- | ---- | ---- | ---- | ---- | ---- |
| 624  | 528  | 657  | 729  | 751  | 765  | 822  | 817  | 838  |

| 1856 | 1861 | 1866 | 1872 | 1876 | 1881 | 1886 | 1891 | 1896 |
| ---- | ---- | ---- | ---- | ---- | ---- | ---- | ---- | ---- |
| 817  | 823  | 808  | 822  | 803  | 758  | 786  | 793  | 806  |

| 1901 | 1906 | 1911 | 1921 | 1926 | 1931 | 1936 | 1946 | 1954 |
| ---- | ---- | ---- | ---- | ---- | ---- | ---- | ---- | ---- |
| 800  | 800  | 753  | 591  | 656  | 610  | 653  | 603  | 574  |

| 1962 | 1968 | 1975 | 1982 | 1990 | 1999 | 2006 | 2008 | 2013 |
| ---- | ---- | ---- | ---- | ---- | ---- | ---- | ---- | ---- |
| 582  | 557  | 524  | 531  | 524  | 485  | 497  | 501  | 517  |

| 2018 | 2022 | - | - | - | - | - | - | - |
| ---- | ---- | - | - | - | - | - | - | - |
| 515  | 538  | - | - | - | - | - | - | - |

#### Pyramide des âges
En 2018, le taux de personnes d'un âge inférieur à 30 ans s'élève à 32,2 %, soit en dessous de la moyenne départementale (36,7 %). À l'inverse, le taux de personnes d'âge supérieur à 60 ans est de 28,0 % la même année, alors qu'il est de 24,9 % au niveau départemental.
En 2018, la commune comptait 269 hommes pour 246 femmes, soit un taux de 52,23 % d'hommes, largement supérieur au taux départemental (48,5 %).
Les pyramides des âges de la commune et du département s'établissent comme suit.
| Hommes | Classe d’âge | Femmes |
| ------ | ------------ | ------ |
| 0,4    | 90 ou +      | 1,6    |
| 8,9    | 75-89 ans    | 9,3    |
| 17,5   | 60-74 ans    | 18,3   |
| 20,4   | 45-59 ans    | 20,7   |
| 17,5   | 30-44 ans    | 21,1   |
| 14,9   | 15-29 ans    | 11,4   |
| 20,4   | 0-14 ans     | 17,5   |

| Hommes | Classe d’âge | Femmes |
| ------ | ------------ | ------ |
| 0,5    | 90 ou +      | 1,6    |
| 5,6    | 75-89 ans    | 8,9    |
| 16,7   | 60-74 ans    | 18,1   |
| 20,2   | 45-59 ans    | 19,2   |
| 18,9   | 30-44 ans    | 18,1   |
| 18,2   | 15-29 ans    | 16,2   |
| 19,9   | 0-14 ans     | 17,9   |

## Culture locale et patrimoine

### Lieux et monuments
- L'église Saint-Pierre[38].

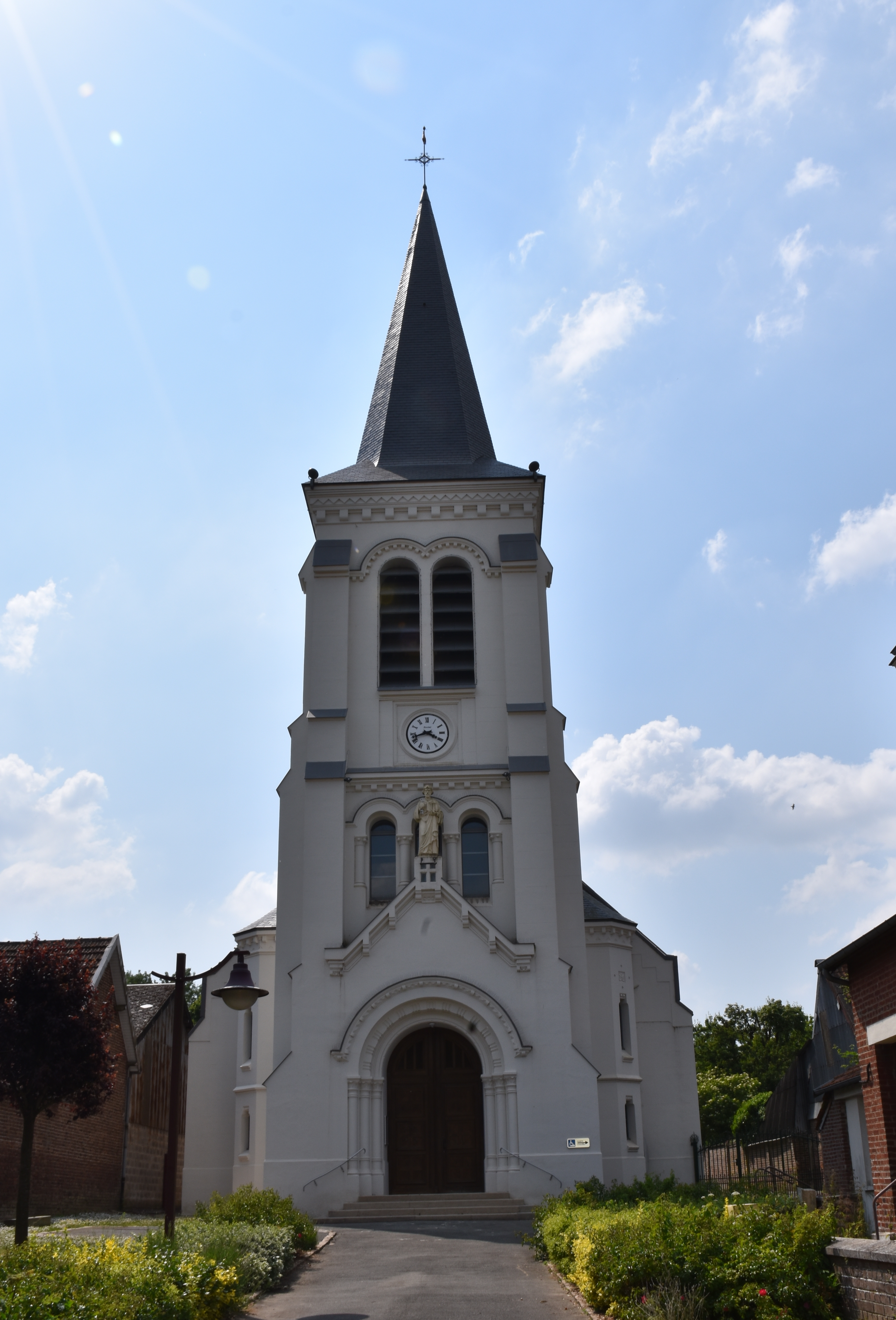
L'église Saint-Pierre.

- La chapelle Notre Dame du Rosaire[38].
- La grotte[38].
- Le monument aux morts[39]. Dans l'église se trouve une plaque aux morts de la Grande Guerre.
- Trois cimetières de la Première Guerre mondiale se trouve sur la commune :
  - Berles-au-Bois Churchyard Extension à côté du cimetière communal ;
  - Berles-au-Bois New Military Cemetery au lieu-dit la Couture ;
  - Berles Position Military Cemetery au lieu-dit Haute-Avesnes.

### Personnalités liées à la commune
- Gilles Demailly (1949-), qui fut maire d'Amiens et président de l'université de Picardie Jules-Verne (UPJV), est né à Berles-au-Bois.

### Héraldique
| Blason de Berles-au-Bois | Blason  | De sinople à la fasce d'or frettée de gueules. Ornements extérieursCroix de guerre 1914-1918. |
| Blason de Berles-au-Bois | Détails | Le statut officiel du blason reste à déterminer.                                              |

## Pour approfondir